# سولفاي (شركة)

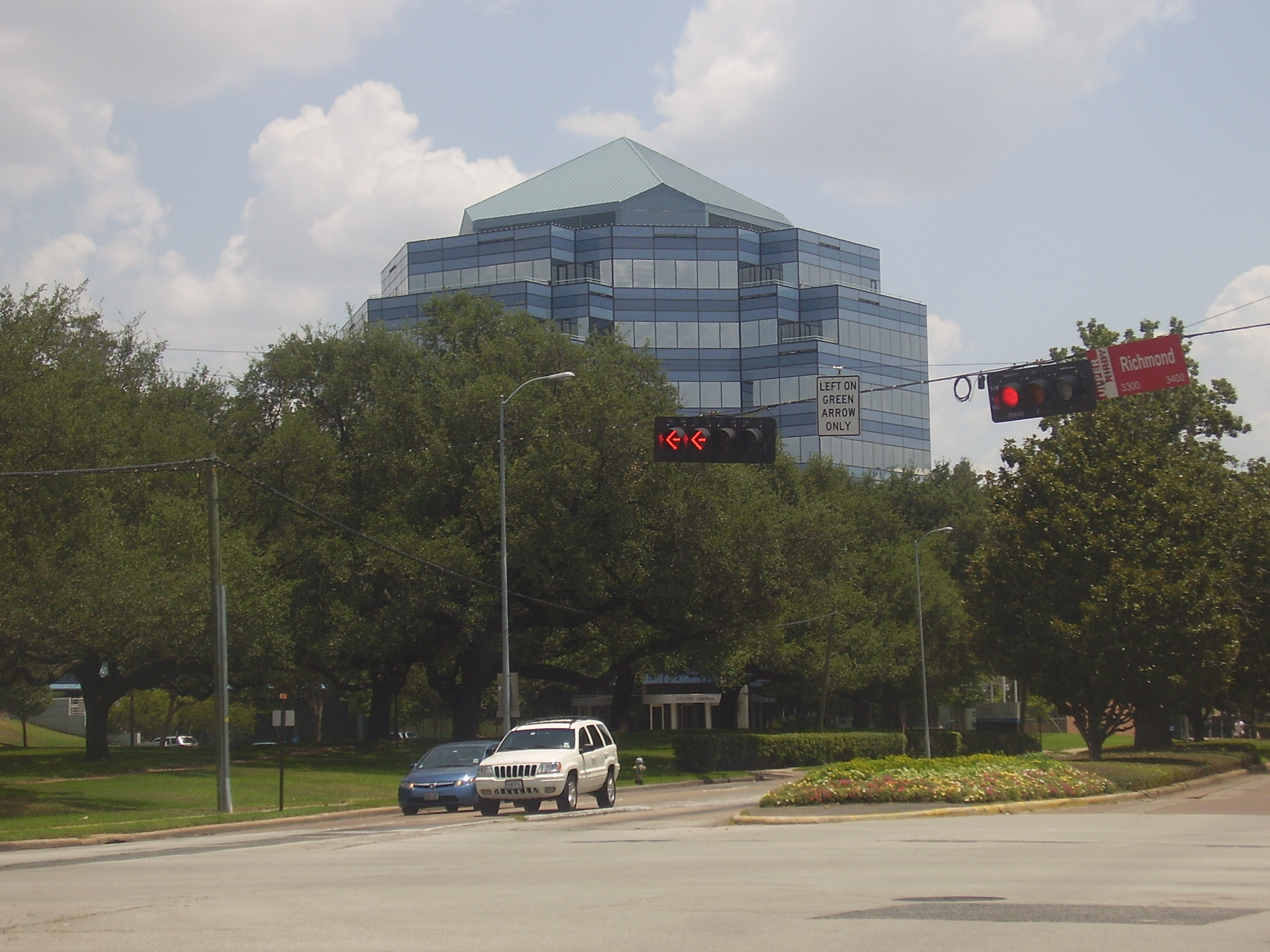
مكاتب شركة سولفاي في هيوستن في تكساس.

شركة سولفاي هي شركة بلجيكية مختصة بالصناعات الكيمياوية. مقرها في بروكسل عاصمة بلجيكا.
في عام 2010، استحوذت شركة أبوت على القسم المختص بالصناعة الدوائية في شركة سولفاي.